# Aníbal Malvar
Aníbal Malvar né Aníbal Calvo Malvar, en 1964 à La Corogne, en Espagne, est un écrivain, scénariste de bande dessinée et journaliste espagnol, auteur de roman noir.

## Biographie
Aníbal Malvar écrit en galicien et en espagnol. Il est l'auteur de plusieurs romans noirs et, en collaboration avec Rober G. Méndez, de plusieurs bandes dessinées.
En 1989, il est responsable des pages culturelles du journal El Correo Gallego, puis travaille comme journaliste pour les quotidiens El Mundo et Público, spécialisé sur l'ETA, l'immigration, le terrorisme et le trafic de drogues. Il quitte El Mundo en 2009.

## Œuvre en galicien

### Romans
- Un home que xaceu aquí (1993)
- A man dereita (1994)
- Unha noite con Carla (1995)
- Á de mosca (1998) Publié en français sous le titre Comme un blues, Asphalte éditions, coll. « Fictions Asphalte » (2017)  (ISBN 978-2-918767-68-8)

### Scénarios de bande dessinée
- A irmandade dos lectores tristes (1994)
- Flores desde Hiroshima (1995)
- No nome da amada morta (1996)
- A maldición dos Velasco (1999)

### Autre ouvrage
- Soño do violinista (1990)

## Œuvre en espagnol

### Romans
- La balada de los miserables (2012) Publié en français sous le titre La Ballade des misérables, Asphalte éditions, coll. « Fictions Asphalte » (2014)  (ISBN 978-2-918767-46-6)
- Lucero (2019) Publié en français sous le titre  Lucero ou la vie fulgurante, trad. par Hélène Serrano, Asphalte éditions, coll. « Fictions Asphalte » (2021)  (ISBN 978-2-36533-106-7)